# 道北
道北（どうほく）とは、北海道の地域区分の1つであり、他に道央地域・道南地域・道東地域、オホーツク地域がある。

## 範囲

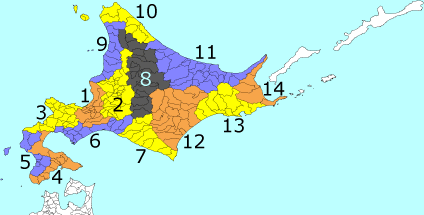
旧支庁の管轄区分。

行政区域を表現しているわけではなく、明確な定義づけはないが、常に道北とされるのは以下の地域である。
- 宗谷総合振興局（図の10番にほぼ相当）
- 留萌振興局北部（図の9番上部分に相当）
- 上川総合振興局北部（塩狩峠以北、図の8番上部分に相当）

観光業界などでは、上記の3つを道北とすることが多い。更には上川北部を道央にし、道北を留萌・宗谷のみにする道外観光業界もある。
しかし、旭川市以北には人口5万人以上の街は1つも存在せず、全国でも飛び抜けた人口希薄地帯である。そのため人口や経済規模でのアンバランスを解消するために、行政・経済界では以下に見るように、旭川市に拠点機能を頼ることが多くある。そのため上川総合振興局のうち塩狩峠以南の旭川地区や富良野地区も道北に含むと定義していることが多い。
例えば、北海道庁による「地域生活経済圏」では、上川・留萌・宗谷の3振興局を「道北圏」としている。実際、旭川市には道北バスや道北振興など、「道北」を冠する企業が存在する。
更にオホーツク総合振興局（右図11番）のうち、紋別市と紋別郡滝上町・興部町・雄武町・西興部村からなる「西紋」地区（北見国中部）や、空知総合振興局（右図2番）のうち、雨竜郡（場合によっては雨竜町を除く）や深川市など石狩国北部を含むこともある。
例えば旭川地方裁判所の管轄区域は、宗谷管内・留萌管内に加え、上川管内全域、さらにはオホーツク管内のうち西紋地区までをも含む。
また国土交通省の全国幹線旅客純流動調査では北海道を4つに分けているが、塩狩峠以南の上川管内と、オホーツク管内全域を含む地域を道北としている。また、日本銀行札幌支店旭川事務所の管轄は、上川・宗谷・オホーツクの3管内に及ぶ。
北海道警察旭川方面本部や北海道運輸局旭川運輸支局の管轄は、上川・留萌・宗谷に加えて空知北部（北空知）を含む。
NHK旭川放送局の放送対象地域も宗谷・留萌・上川及び北空知である。
JR北海道旭川支社は空知管内の江部乙駅（滝川市）以東の函館本線、富良野線を管轄するが、上川北部や宗谷管内の宗谷本線全線、オホーツク管内の石北本線全線と釧網本線の網走駅 - 桂台駅間（網走市）をも管轄する。
このように、むしろ旭川市を中心として道北が成立していると考えることもでき、その範囲は大きく南下する。

## 人口・面積
道北の人口は北海道全体の僅か4パーセントにも満たない。
| 人口     | 199,392 人    |
| 面積     | 12,268.72 km2 |
| 人口密度 | 16.25 人/km2  |